# 北部地域 (西宮市)
北部地域（ほくぶちいき）は兵庫県西宮市の北部に位置する地域である。1951年（昭和26年）4月1日に西宮市に編入された有馬郡の山口村および塩瀬村の範囲にあたる。2024年（令和6年）2月1日現在の人口は山口地域・塩瀬地域合計で41,538人、世帯数は16,728世帯。閑静な住宅街が多くある。
山口地域については「山口地域」、名塩地区については「名塩地区」、生瀬地区については「生瀬地区」を参照。

## 概要
面積は西宮市の全体のほぼ半分だが、人口は南部より少ない。人口は山口町上山口、生瀬東町などは増加傾向にあるが、北六甲台2・3・5丁目、東山台3丁目、生瀬武庫川町などは減少傾向にある。編入合併後、徐々に開発されていき、北部と南部を結ぶ西宮北道路（盤滝トンネル）が開通し、その時期から宅地造成が始まった。（西宮名塩ニュータウン・北六甲台・すみれ台や山口町上山口2・3・4丁目など）西宮市の高級住宅街は西宮七園で有名だが、北六甲台やすみれ台の一部、山口町上山口3・4丁目、名塩南台や東山台の一部には富裕層が一定数住んでいる。北六甲台・すみれ台は分譲当時、億を超える物件があった。
山口地域には国道176号沿い・丸山線沿いにスーパーマーケットやドラッグストア、衣料品店、100円ショップ、ファーストフード店やファミリーレストランなどがあり、塩瀬地域には西宮名塩駅のエコールなじお内にスーパーマーケット、ドラッグストア、100円ショップ、ファーストフード店などがあるので生活するには不便ではない。　特に山口地域はバス路線が充実しており、岡場駅・西宮名塩駅・宝塚駅方面へ行くバスがある。さらに2009年にさくらやまなみバスの運行が開始され、市南部（西宮北口・夙川・阪神西宮・JR西宮など）へ乗り継ぎなしで行けるようになった。
国道176号の全線4車線化に向け整備が進められており、2024年2月には「生瀬トンネル」の供用が行われた。。

### 隣接している自治体・地区
- 神戸市北区
- 宝塚市
- 西宮市南部

## 特徴
西宮市の北部と南部は六甲山地に完全にさえぎられており、飛地ではないものの、西宮北道路、兵庫県道82号大沢西宮線を介して西宮市南部とつながっているに過ぎない。 そのため、塩瀬地域・山口地域ともに、西宮市南部との生活的、経済的な交流はあまりない。山口地域は神戸市北区と、塩瀬地域は宝塚市と交流が盛んである。塩瀬地域には2つの鉄道駅（西宮名塩駅・生瀬駅）があるが、山口地域には無く、最寄り駅は神戸電鉄岡場駅・田尾寺駅である。市外局番は山口が078、塩瀬は0797であり山口地域は神戸市、塩瀬地域は宝塚市と同じである。郵便番号も山口は651-14xx（有野）、塩瀬は669-11xx・669-12xx（宝塚）である。
過去に公立高校を設置する計画があったが、頓挫している。そのため、最寄りの高校は山口地域では神戸北高等学校、塩瀬地域では宝塚北高等学校となっている。

## 産業・経済

### 農業
- 多品目少量栽培
- 水稲栽培

### 工業
- 阪神流通センターが形成されている。近接する約30万m2の土地にCPD西宮北が2025年春に竣工予定。[4]

### 名産品
- 竹細工（兵庫県伝統的工芸品）

- 名塩和紙（重要無形文化財・兵庫県伝統的工芸品）
- 明治期に炭酸水の販売を始めたウィルキンソン（ウヰルキンソン・タンサン鉱泉株式会社）は、生瀬の天然炭酸鉱泉を採水地としていた[5]。創業者ジョン・クリフォード・ウィルキンソンは1889年（明治22年）頃、狩猟で出かけた宝塚付近の山中（武庫川右岸にある宝塚温泉場の源泉の傍らであったという[6]）で炭酸鉱泉を発見[5]、1890年（明治23年）からは温泉場近くの紅葉谷に工場を設け[6]、瓶詰生産と販売を始めた[5]。1904年（明治37年）、生産量を増やすため、従来の工場の上流約1.5 kmの生瀬（現在の西宮市生瀬武庫川町[6]）に工場を移転、「宝塚工場」と称した[7][6][注釈 1]（ウィルキンソンタンサン鉱泉宝塚工場参照）。

### 企業
- 株式会社トマトアンドアソシエイツ（本社）
- 株式会社三田屋（廣岡揮八郎の三田屋・本社事務所）
- 株式会社ツーエイト（本社）
- 株式会社エイワ（本社）
- 株式会社トーホー（本社）
- 株式会社アンドウ（本社）

## 交通

### 鉄道
西日本旅客鉄道（JR西日本）
- 福知山線（JR宝塚線）
  - 生瀬駅 - 西宮名塩駅 - 武田尾駅

### 道路

#### 高速道路
- E2A 中国自動車道（塩瀬にICなし）
- 阪神高速7号北神戸線（塩瀬にICなし）

#### 国道
- 国道176号

#### 県道
- 兵庫県道51号宝塚唐櫃線
- 兵庫県道82号大沢西宮線
- 兵庫県道98号有馬山口線

- 兵庫県道33号塩瀬宝塚線
- 兵庫県道51号宝塚唐櫃線
- 兵庫県道337号生瀬門戸荘線

### バス路線

#### 高速バス（全て西宮北インター）
- 大阪 - 新見・三次線
- オレンジライナーえひめ号
- よさこい号
- 大阪 - 天橋立・宮津線
- 大阪 - 舞鶴線
- くにびき号
- 山陰特急バス（新大阪駅 - 倉吉）
- 山陰特急バス（なんば - 鳥取・倉吉・米子）
- 特急バス（阪急梅田 - 城崎温泉）
- 特急バス（阪急梅田 - 湯村温泉・浜坂）
- 中国ハイウェイバス社線
- 中国ハイウェイバス西脇線
- 中国ハイウェイバス津山線
- 中国ハイウェイバス北条線

#### 路線バス
- 阪急バス（山口営業所）
- さくらやまなみバス - 山口町（北部）と阪急西宮北口・JR西宮方面（南部）を結ぶバス。

##### 廃止
- 神姫バス - 三田駅 - 神戸駅 の路線があったが、西宮北インターへの乗り入れは廃止された。

## 周辺の観光地

### 名所
- 有馬川
- 有馬温泉（山口町からすぐ）

- 旧国鉄福知山線廃線跡ハイキングコース
- 蓬萊峡
- 武田尾温泉

### 旧跡・宗教施設
- 公智神社（式内社）
- 六甲山神社

- 生瀬皇太神社
- 名塩八幡神社

### 祭事・催事
- 西宮山口アルキナーレ
- 西宮山口フォトコンテスト
- 公智神社 秋祭

## 出身有名人
- 伊藤将大（元サッカー選手）
- 大西流星（なにわ男子）
- 矢吹世奈（元宝塚歌劇団・花組） - 宝塚歌劇団97期生
- 寺地一貴（サッカー選手）
- 桂小枝（落語家）
- 加納永美子（ファッションモデル）
- 生瀬勝久（俳優）
- 藤原紀香（女優）

## 過去に存在した計画
- 県立高校の設置計画
- 市立総合病院の設置計画
- 東山台中学校設置計画

- 福知山線複線電化移設計画（176号沿い）
- 箕面有馬電気軌道（現在の阪急電鉄）有馬延伸計画